# Vincent Pastore
Vincent Pastore (14 de julio de 1946) es un actor estadounidense, más conocido por su rol de Salvatore "Big Pussy" Bonpensiero en la serie de TV Los Soprano.

## Vida cercana
Pastore nació en Bronx, Nueva York, de ascendencia italiana. Luego de su graduación, ingresó en la marina de Estados Unidos. Asistió a la Universidad Pace por tres años antes de entrar en el mundo de la actuación, influido por sus amigos Kevin y Matt Dillon. Anteriormente había sido dueño de un club en New Rochelle, Nueva York.

## Carrera

### Actuación
Pastore ha tenido una carrera de actuación haciendo roles, generalmente, de gánsters italianos. Comenzó con pequeños papeles en Goodfellas (1990) y Carlito's Way (1993). En Goodfellas, dirigida por Martin Scorsese, se vio brevemente en una escena a través de una rejilla de la cocina de Copacabana, siendo acreditado como "Vincent Pastore - Hombre con capa de Rack". En Carlito's Way como uno de los amigos del italiano que baila con Gail, siendo acreditado como "Vinny Pastore - Copa Wiseguy". En la serie española Chicas de hoy en día (1991) tuvo una breve aparición como "Don Giovanni", un mafioso mata-abuelas en el episodioo "El método Christopher".
Pastore obtuvo un gran papel en la película comedia/crimen de 1995, The Jerky Boys, como Tony Scarboni, uno de los tres gánsters clientes de Lazaro. Luego, en la película de 1996, Gotti, Pastore hizo el rol de Angelo Ruggiero, junto a sus compañeros de Los Soprano Tony Sirico y Dominic Chianese.
En 1999, Pastore obtiene su gran rol en la serie de TV Los Soprano, donde interpretó a Salvatore "Big Pussy" Bonpensiero.
Luego de Los Soprano hizo papeles en Mickey Blue Eyes, Two Family House (con sus compañeros de Los Soprano Michael Rispoli, Kathrine Narducci, Matt Servitto, Michele Santopietro, Louis Guss, Rosemary De Angelis, y Sharon Angela), Under Hellgate Bridge, Riding in Cars with Boys, Deuces Wild, Made, Mafia!, The Hurricane, Serving Sara, Carlito's Way, American Cousins, A Tale of Two Pizzas, This Thing of Ours, El espantatiburones, Johnny Slade’s Greatest Hits, y Guy Ritchie’s Revolver. Luego se desempeñó como productor asociado en Doughboys. Los créditos televisivos también lo involucran en Grounded for Life (2002), Son of a Beach (2002), Law & Order, One Life to Live, Repo-Men/Stealing for a Living, Ed, Queens Supreme, Vegas y Everybody Hates Chris.
En 2007, protagonizó la película P.J., junto con sus compañeros de Los Soprano John Heard y Robert Picardo.
En 2008, Pastore se unió al elenco durante el día, actuando en General Hospital, como Maximus Giambetti, otra vez, desarrollando un papel de gánster. Luego tuvo una aparición en Our Last Days As Children y en College Road Trip, con Martin Lawrence y Raven Simoné.
En 2009, Pastore protagonizará la película Alienated.

### Reality Shows
Pastore perdió 29 libras en el reality show de VH1, Celebrity Fit Club, desde el 6 de agosto al 1 de octubre de 2006.
El 20 de febrero de 2007, Pastore debía participar en la cuarta temporada de Dancing with the Stars, pero se retiró antes de que saliera al aire porque no estaba en condiciones físicas de hacerlo. Fue reemplazado por John Ratzenberger.
Pastore participó en el reality show de NBC, El Aprendiz: Celebridades, donde 14 celebridades competían por recaudar dinero para una fundación a elección. Pastore competía por la fundación de la pareja de su exesposa, Lustgarten Foundation for Pancreatic Cancer Research, una fundación contra el cáncer pancreático. Vincent Pastore logró recaudar US$50.000 para la fundación hasta la semana 4, pero renunció al programa en la semana 5, debido a un problema con el editor y ganador del programa, Piers Morgan. Este lo había mandado a espiar a las mujeres, Pastore lo hizo como un juego, pero cuando el asunto fue más allá, las mujeres se dieron cuenta y perdió el respeto de ellas. Al volver se molestó con Piers. Viendo que todos los participantes le daban la espalda, se sintió solo y renunció.
También participó en el show de NBC, Celebrity Family Feud, donde varias familias competían por un premio de US$50.000 para una caridad a su elección. Pastore logró llegar a la final contra la familia de Kathy Lee Gifford, pero perdió. Sin embargo, ganó US$10.000 como premio de consuelo que también donó a la fundación contra el cáncer pancreático.

### Radio
Pastore conduce el programa The Wiseguy Show en la estación radial Sirius Satellite Radio, descrito como "programa semanal de tres horas para celebrar la cultura italiana". Producido ejecutivamente por la estrella de Los Sopranos, Steven Van Zandt, el programa está actualmente transmitiéndose los miércoles desde 6:00 a 9:00 PM.

## Vida personal
Vincent Pastore está divorciado de Nancy Berke. Luego de su divorcio se hizo muy amigo del siguiente esposo de Nancy, Mitchel. Donó las ganancias del reality El Aprendiz: Celebridades a la fundación que lleva su nombre.
Se declaró culpable de agredir a su exnovia, Lisa Regina, en 2005. Debió pagar con setenta horas de servicio comunitario. Regina lo demandó por US$5.5 millones de dólares, pero el caso quedó inconcluso antes de que el jurado pudiera dar su veredicto.
Sigue viviendo en la isla de Bronx, donde se declara devoto seguidor de la serie de TV transmitida por ABC General Hospital.